# جاده ئی۴۴۱ اروپا

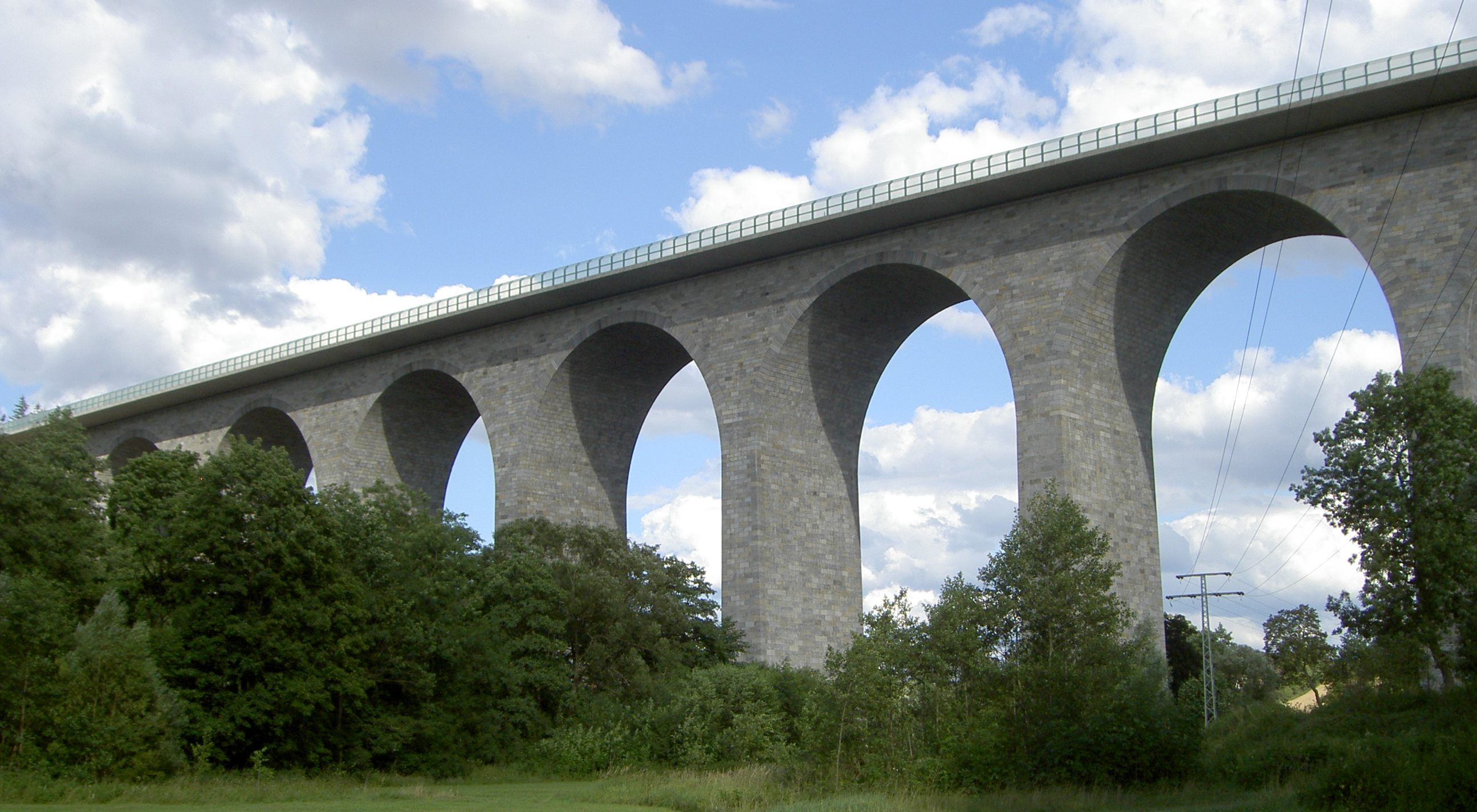

جاده ئی۴۴۱ اروپا (به انگلیسی: European route E441) یکی از جاده‌های درجه ۲ قاره اروپا است.
این جاده که در کشور آلمان قرار دارد از شهر کمنیتس شروع شده و در شهر پلاون به پایان می‌رسد.